# Gourretia barracuda
Gourretia barracuda is een tienpotigensoort uit de familie van de Callianassidae. De wetenschappelijke naam van de soort is voor het eerst geldig gepubliceerd in 1974 door Le Loeuff & Intès.